# Обрехт, Герман
Герман Франц О́брехт (нем. Hermann Franz Obrecht; 26 марта 1882 года, Гренхен, кантон Золотурн, Швейцария — 21 августа 1940 года, Берн, Швейцария) — швейцарский политик.

## Биография
С 1904 года Герман Обрехт работал в финансовом департаменте кантона Золотурн. В 1907 стал редактором газеты «Золотурнер цайтунг». С 1909 по 1917 год входил в кантональное правительство, где возглавлял военный и финансовый департаменты. Затем до 1933 года был членом Большого совета (парламент кантона) и одновременно, с 1917 по 1928 год, членом Национального совета Швейцарии. Он был также членом правления Металлургического завода Дорнаха (Metallwerke Dornach) в Золотурне и президентом Оружейного завода (Waffenfabrik Solothurn) (до 1935). На федеральном уровне, Обрехт отличился в качестве противника забастовок в стране.
В 1935 году, при поддержке католико-консерваторов и Партии крестьян, ремесленников и бюргеров, Обрехт был избран в Федеральный совет (правительство Швейцарии). Он возглавлял Федеральный департамент экономики. В 1940 году он стал вице-президентом Швейцарии. 20 июня 1940 года объявил о свой отставке по состоянию здоровья 31 июля 1940 года; скончался 21 августа 1940 года.